# Огняново (Пазарджикская область)
Огняново (болг. Огняново) — село в Болгарии. Находится в Пазарджикской области, входит в общину Пазарджик. Население составляет 2 571 человек.

## Политическая ситуация
В местном кметстве Огняново, в состав которого входит Огняново, должность кмета (старосты) исполняет Митко Душков Хайдуков (коалиция в составе 3 партий: ВМРО — Болгарское национальное движение, Союз свободной демократии (ССД), Демократы за сильную Болгарию) по результатам выборов правления кметства 2007 года.
Кмет (мэр) общины Пазарджик — Тодор Димитров Попов (независимый) по результатам выборов 2007 года в правление общины.